# Ratko Janev
Ratko K. Janev (Sandanski, 30. ožujka 1939.) makedonski je znanstvenik i profesor svjetskog ugleda u području atomske i nuklearne fizike.

## Životopis
Rodio se je u Sandanskom 1939. godine i gimnaziju je završio u Skoplju, a studirao je na Elektrotehničkom fakultetu u Beogradu gdje je i završio poslijediplomski studij 1956. godine. Doktorirao je fiziku 1968. godine u Beogradu na Prirodoslovno-matematičkom Fakultetu.
Radio je na institutu Boris Kidrič u Vinči, gde je stekao zvanje znanstvenog savjetnika. Bio je predavač i profesor na Prirodoslovno-matematičkom fakultetu u Skoplju iz oblasti nuklearne i atomske fizike. Od 1969. godine predaje atomsku fiziku na poslijediplomskim studijima na beogradskom Prirodoslovno-matematičkom fakultetu. Radio je kao znanstveni savjetnik na Institutu za fiziku u Zemunu do prelaska na funkciju u Međunarodnoj agenciji za atomsku energiju. Gostovao je na mnogim europskim i američkim fakultetima i institutima kao profesor. Pored toga, radio je i u prestižnim institutima u Japanu i Kini.
Član je Makedonske akademije znanosti i umjetnosti (MANU). Objavio je mnoštvo radova iz područja atomske fizike i bliskih ili srodnih znanstvenih oblasti preko 500 znanstvenih radova.
Ratko Janev je jedan od najcitiranijih europskih fizičara u području atomske fizike 2004. godine Janev je dobio prestižnu Humboldtovu nagradu za fiziku.

## Izbor djela
- Atomic_and_plasma_material_interaction
- Collision Processes of Hydrocarbon Species in Hydrogen Plasmas
- Physics_of_highly_charged_ions
- Atomic_and_molecular_processes_in_fusion

## Vanjske povezice
- Macedonian Academy of Sciences and Arts
- Istaknuti iseljenici  Arhivirana inačica izvorne stranice od 4. ožujka 2016. (Wayback Machine)